# Majbritt
Majbritt er et pigenavn, som findes i et antal varianter – med i, j eller y, med mellemrum, bindestreg eller ud i et, og sluttende på -t, -tt eller -th, altså 27 forskellige stavemåder.
Britt stammer fra Brighitta (Birgitte) der oprindelig er keltisk. Eller fra brigit, der betyder høj, prise, glorificere, ære, ophøje. Brighitta betyder muligvis: den lysende, strålende. Kombinationen Maj-Britt er svensk.

## Antal personer med navnet i Danmark
Danmarks Statistik offentliggør tal over antal bærere af forskellige navne, men kun opgjort på første fornavn og sidste efternavn, så Majbritt-formerne med mellemrum kommer ikke med.
| Navn      | Antal 1.1.2012 | Note                      |
| --------- | -------------- | ------------------------- |
| Majbritt  | 2634           | mest populære form        |
| Maibritt  | 1347           |                           |
| Maybritt  | 333            |                           |
| Maj Britt |                | 1294 kvinder hedder "Maj" |
| Mai Britt |                | 2009 kvinder hedder "Mai" |
| May Britt |                | 464 kvinder hedder "May"  |
| Maj-Britt | 2089           |                           |
| Mai-Britt | 1142           |                           |
| May-Britt | 366            |                           |
| Majbrit   | 1383           |                           |
| Maibrit   | 369            |                           |
| Maybrit   | 75             |                           |
| Maj Brit  |                | 1294 kvinder hedder "Maj" |
| Mai Brit  |                | 2009 kvinder hedder "Mai" |
| May Brit  |                | 464 kvinder hedder "May"  |
| Maj-Brit  | 200            |                           |
| Mai-Brit  | 73             |                           |
| May-Brit  | 23             |                           |
| Majbrith  | 122            |                           |
| Maibrith  | 50             |                           |
| Maybrith  | 39             |                           |
| Maj Brith |                | 1294 kvinder hedder "Maj" |
| Mai Brith |                | 2009 kvinder hedder "Mai" |
| May Brith |                | 464 kvinder hedder "May"  |
| Maj-Brith | 32             |                           |
| Mai-Brith | 20             |                           |
| May-Brith | 8              |                           |